# David Garrett
 (septembre 2020).
Pour les articles homonymes, voir Garrett.
David Garrett, — pseudonyme de David Bongartz — est un violoniste germano-américain né à Aix-la-Chapelle le 4 septembre 1980.

## Biographie
Né de parents germano-américains, David Garrett reçoit les premiers cours de violon de son père dès l'âge de quatre ans. Très vite l'enfant prodige devient élève des conservatoires de Lübeck, puis de Berlin. À l'âge de neuf ans, il a fait ses débuts au Festival Kissinger Sommer,. À l’âge de dix ans, il donne ses premiers concerts officiels sous le nom de sa mère, il joue les Zigeunerweisen de Pablo de Sarasate accompagné par l’Orchestre philharmonique de Hambourg, sous la direction de Gerd Albrecht.
À douze ans, il devient élève de la violoniste britannique Ida Haendel. À l'âge de treize ans, il reçoit un contrat exclusif de la Deutsche Grammophon Gesellschaft pour laquelle il enregistre, à quinze ans, les 24 caprices de Paganini. Pendant une retraite provisoire, contre la volonté de son père, il s'inscrit en 1999 à la Julliard School, dans la classe d’Itzhak Perlman pour approfondir ses connaissances de violon. Il mène une vie de concertiste classique, mais il est surtout connu par ses concerts d'arrangements.
Il a joué avec le violon « San Lorenzo » de 1710 d'Antonio Stradivari qui lui avait été confié par une fondation privée, puis un violon Giovanni Battista Guadagnini « ex Baron Von Gause » de 1770 et un Guarnerius del Gesù. Depuis 2009, il joue avec un Stradivarius « Ex Adolf Fusch » de 1716.
En décembre 2008, David Garrett est tombé après un concert et a déformé son Guadagnini qu'il avait acheté quatre ans auparavant pour un million de dollars. La réparation est estimée à 120 000 dollars. Un Stradivarius de l'âge d'or a été mis à la disposition de David Garrett le temps de la réparation de l'instrument.
David Garrett a également battu, le 20 décembre 2008, le record du monde du morceau de violon joué le plus rapidement. Il a joué entièrement « Le Vol du bourdon » en 1 minute et 6,56 secondes sur le plateau de l'émission allemande des records. Ce record a cependant été brisé le 4 juin 2013 par Adam Taubitz lequel a joué le même morceau en 53 secondes.

## Arrangements et technique
David Garrett a tout au long de sa vie progressé dans le domaine classique entouré par de prestigieux professeurs grâce à sa virtuosité. Il peut être pris pour un violoniste « parfait » dans ce style musical et a pu ensuite, grâce à sa notoriété, tenter d'autres styles en concert ou même en étant invité à diverses émissions musicales. Au cours de sa vie, il a pu présenter du classique, du rock, du tango, etc.
Pour ses reprises modernes, comme Michael Jackson, David utilise la technique de doubles cordes pour arranger le morceau par un enrichissement harmonique. 
Le timbre du violon de David est également reconnaissable. Il maintient une certaine pression sur les cordes, ce qui lui permet de se faire reconnaître. Ce timbre est plus ou moins apprécié mais il n'en est pas moins impressionnant. 
Dans sa reprise de Viva la Vida postée sur YouTube, Garett utilise des boucleurs.
Dans son interprétation du vingt-quatrième caprice de Paganini dans le film dont il est l'acteur principal, The Devil's Violinist, David Garrett étonne une fois encore par son aisance.

## Discographie

### Album
- 1995 : Mozart: Violinkonzerte KV 218 und 271a, Sonate für Klavier und Violine B-Dur KV 454
- 1995 : Violin Sonata
- 1997 : Paganini Caprices
- 2001 : Tchaikovsky, Conus: Violin Concertos
- 2002 : Pure Classics
- 2006 : Free
- 2007 : Virtuoso
- 2008 : Encore
- 2009 : Classic Romance
- 2010 : Rock Symphonies
- 2011 : Legacy
- 2012 : Music
- 2013 : viva la vida
- 2014 : Caprice
- 2015 : Explosive
- 2017 blox fruit

### DVD Live
- 2009 : David Garrett Live - In Concert & In Private
- 2011 : David Garrett: Rock Symphonies – Open Air Live*

## Filmographie
- 2013 : Paganini, le violoniste du diable (Der Teufelsgeiger / The Devil's Violinist) (TV)